# Государственные символы Никарагуа
Национальные символы Никарагуа — это символы, которые используются в Никарагуа и за её пределами для представления страны и её народа.

## Символика
Флаг

Флаг Никарагуа

Флаг Никарагуа был принят в 1971 году и основан на флаге бывших Соединённых Штатов Центральной Америки. Две голубые полосы символизируют Тихий океан и Карибское море, в то время как белый цвет олицетворяет мир. Современная интерпретация утверждает, что синий цвет символизирует справедливость и верность.
Герб

Герб Никарагуа

Герб Никарагуа претерпел множество изменений с момента его принятия в 1823 году, а последняя версия была введена в 1971 году. Треугольник символизирует равенство, радуга — свободу, а пять вулканов олицетворяют союз и братство всех пяти центральноамериканских стран.
Гимн

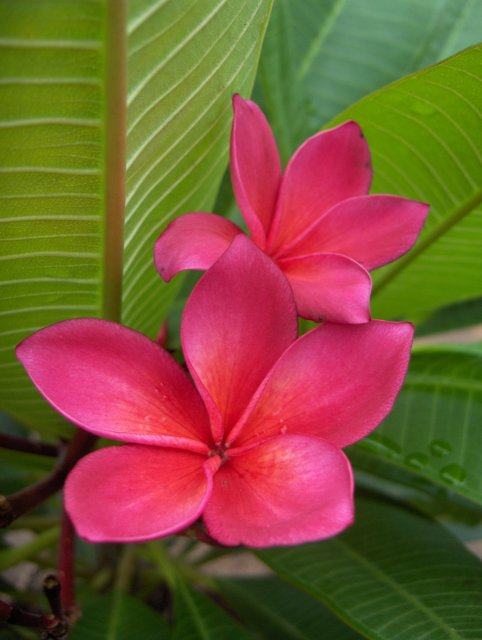
Цветки Плюмерии - национального символа Никарагуа

Мелодия гимна основана на испанском литургическом гимне XVIII века, в 1835—1837 бывшем гимном страны. Затем до 1876 года в качестве гимна использовалась только мелодия этого гимна. В 1919 году эта же мелодия, аранжированная в более быстром темпе Луисом Дельгадильо, была вновь провозглашена гимном страны. В 1939 году были приняты слова Саломона Ибарры Майорги. В 1971 году гимн был официально утверждён.
Национальный цветок Никарагуа
Национальным цветком Никарагуа является Плюмерия. Цветок растёт на коническом дереве, которое цветёт около мая. Цветы Плюмерии наиболее ароматны ночью, чтобы привлекать моль-сфинкса для опыления. Эти цветы не содержат нектара и обманывают своих опылителей.